# Послание восточных патриархов (1848)
Окружное послание Единой, Святой, Соборной и Апостольской Церкви ко всем православным христианам — послание, изданное 6 мая 1848 года четырьмя патриархами Православной церкви: Константинопольским Анфимом VI, Александрийским Иерофеем, Антиохийским Мефодием, Иерусалимским Кириллом, собравшимися на соборе в Константинополе с членами их синодов на соборе в Константинополе. Издано в ответ на послание папы Пия IX «In Suprema Petri Apostoli Sede, «надписанное к Восточным», изданное 6 января 1848 года.
Послание, титулующее папу Пия IX «Его Блаженство», осуждает папизм и Филиокве как ереси, порицает папство за миссионерскую деятельность среди православных христиан и отвергает папский примат. Оно также характеризует Римско-католическую церковь как находящуюся в отступничестве, ереси и расколе.

## Предыстория
Противоречия между восточной и западной христианскими церквами, накапливавшиеся веками, привели в 1054 году к Великому расколу, закреплённому взаимными анафемами. Причиной разрыва стало обострение политических, межцерковных, культурных и этнических противоречий. На начальном этапе разделения различные экклезиологические взгляды не порождали обвинений в еретичности противоположной стороны. Однако раскол между византийской церковью и Римским престолом привёл к появлению всё большего числа различий во всех сферах церковной жизни. В XI веке Католическая церковь ввела Филиокве в Символ Веры. Данная вставка касалась догмата о Троице и говорила об исхождении Святого Духа не только от Бога Отца, но «от Отца и Сына». Православные обвиняли западных христиан в нарушении 7-го канона Третьего Вселенского собора, а также не могли согласиться с католическим взглядом на роль папы римского в Церкви. В конце XII — начале XIII века произошли исторические события, укрепившие раскол: латинская резня в Константинополе (1182), назначение латинских иерархов в Иерусалим, Антиохию, а после штурма крестоносцами и в Константинополь (1204), образование Латинской империи и изгнание православных в Никею.
Отношения Православной и Католической церквей в период Средневековья и Нового времени характеризуются экклезиологической и сотериологической убеждённостью в своей исключительности и в «еретичности» противоположной стороны. В январе 1848 года папа римский Пий IX в своём «Послании к Восточным» (лат. Litterae ad Orientales) призывал их возвратиться к единству с Апостольским Престолом. Письмо Пия IX распространялось на латыни, итальянском и греческом языках на территории Ближнего Востока. При этом послание папы не было официально направлено ни константинопольскому патриарху Анфиму VI, ни другим иерархам поместных православных церквей. Среди православных, папский документ был воспринят как сигнал к католическому прозелитизму и как униатская пропаганда в обход священноначалия православных церквей.

## Содержание Послания
В мае 1848 года четыре восточных патриарха (Константинопольский Анфим VI, Александрийский Иерофей II, Антиохийский Мефодий и Иерусалимский Кирилл II) и 29 православных епископов издали «Окружное послание Единой, Святой, Соборной и Апостольской Церкви ко всем Православным христианам». Текст послания был издан на греческом языке; в 1850 году оно было издано в России в русском переводе. 
В Послании иерархи отвергли притязания «Его Блаженства», осудили Филиокве («папизм») как ересь («§ 5. Новоявившееся учение, будто „Дух Святый исходит от Отца и Сына“, измышлено вопреки ясному и нарочитому о сем предмете изречению Господа нашего: Иже от Отца исходит (Иоан. 15, 26), и вопреки исповеданию всей соборной Церкви <…> сие нововведённое мнение, будто Дух Святый исходит от Отца и Сына, есть сущая ересь, и последователи его, кто бы они ни были, еретики, <…>; составляющиеся из них общества суть общества еретические, и всякое духовное богослужебное общение с ними православных чад соборной Церкви — беззаконно, по силе особенно седьмого правила третьего вселенского Собора»), а также подвергли критике и осуждению другие латинские нововведения и практику, объяснив неизменность чистоты веры в Православной церкви следующим образом: «[§ 17.] <…>у нас ни патриархи, ни Соборы никогда не могли ввести что-нибудь новое, потому что хранитель благочестія (ὑπερασπιστὴς τὴς θρησκείας) у нас есть самое тело Церкви, т. е. самый народ, который всегда желает сохранить веру свою неизменною и согласною съ верою отцев его, как то испытали многие и из пап и латинствующих патриарховъ, со времени разделения нисколько не успевшие в своих против нея покушениях.»
А о самом папском послании судили следующим образом: «[§ 17.] <…> Но доколе состоится сие вожделенное обращение отпадших Церквей к телу единой, святой, соборной и Апостольской Церкви, которой глава Христос (Еф. 4:15), мы же все „уды отчасти“, дотоле всякое их покушение и всякое их самозванное увещание, клонящееся к искажению нашей, от Отцев нам преподанной, неукоризненной веры, не только как подозрительное и опасное, но и как нечестивое и душепагубное — достойно соборного осуждения. Такому же осуждению подлежит в особенности и окружное послание к восточным епископам древнего Рима папы Пия IХ; таким мы и объявляем его в соборной Церкви!».

## Значение
Богословское значение Послания заключается в осуждении собором епископов древних восточных патриархатов латинских догматов, прежде всего Филиокве, ставших причиной раскола между Восточной и Западной церквями. В Послании осуждается прозелитическая деятельность католиков в православной среде.
Послание также осуждает обрядовые особенности Римско-католической церкви: отказ от погружательного крещения и причастия мирян под двумя видами. Восточные патриархи резко негативно отзываются о послании Пия IX: «издал 6 января 1848 года окружное послание, надписанное к Восточным, состоящее в греческом переводе из 12 страниц, которое посланец его распространил, как некую наносную заразу, внутри нашей православной паствы». Также в Послании отвергается в резко полемической форме папский примат и расценивается как попытка папства «присвоить Церковь Христову как собственное достояние».